# Трноваць-Глинський
Трноваць-Глинський (хорв. Trnovac Glinski) — населений пункт у Хорватії, в Сисацько-Мославинській жупанії у складі міста Глина.

## Населення
Населення за даними перепису 2011 року становило 31 осіб.
Динаміка чисельності населення поселення:

## Клімат
Середня річна температура становить 10,30 °C, середня максимальна — 24,00 °C, а середня мінімальна — -5,54 °C. Середня річна кількість опадів — 1111 мм.
| Клімат поселення                              | Клімат поселення | Клімат поселення | Клімат поселення | Клімат поселення | Клімат поселення | Клімат поселення | Клімат поселення | Клімат поселення | Клімат поселення | Клімат поселення | Клімат поселення | Клімат поселення | Клімат поселення |
| Показник                                      | Січ.             | Лют.             | Бер.             | Квіт.            | Трав.            | Черв.            | Лип.             | Серп.            | Вер.             | Жовт.            | Лист.            | Груд.            |                  |
| Середній максимум, °C                         | 6,98             | 8,22             | 12,32            | 16,24            | 20,78            | 24,00            | 22,89            | 22,40            | 18,98            | 14,48            | 8,94             | 5,13             |                  |
| Середня температура, °C                       | 0,73             | 1,94             | 6,07             | 9,97             | 14,52            | 17,74            | 19,53            | 19,05            | 15,61            | 11,12            | 5,58             | 1,77             |                  |
| Середній мінімум, °C                          | −5,54            | −4,32            | −0,21            | 3,71             | 8,27             | 11,48            | 16,18            | 15,68            | 12,26            | 7,75             | 2,22             | −1,59            |                  |
| Норма опадів, мм                              | 68               | 69               | 79               | 93               | 96               | 104              | 97               | 97               | 101              | 104              | 113              | 90               |                  |
| Середньомісячна швидкість вітру, м/с          | 1.76             | 1.90             | 2.25             | 2.17             | 2.01             | 1.80             | 1.75             | 1.65             | 1.65             | 1.78             | 1.83             | 1.85             |                  |
| Середньомісячна сонячна радіація, кДж/м²·день | 4408             | 7158             | 10757            | 15165            | 19248            | 21359            | 22533            | 19478            | 14480            | 9185             | 4920             | 3663             |                  |
| --------------------------------------------- | ---------------- | ---------------- | ---------------- | ---------------- | ---------------- | ---------------- | ---------------- | ---------------- | ---------------- | ---------------- | ---------------- | ---------------- | ---------------- |
| Джерело:                                      |                  |                  |                  |                  |                  |                  |                  |                  |                  |                  |                  |                  |                  |